# If I Were Free
If I Were Free ist ein US-amerikanischer Spielfilm aus dem Jahr 1933 mit Irene Dunne.

## Handlung
Der bekannte britische Rechtsanwalt Gordon Evers sucht in Paris Abwechslung von seiner unglücklichen Ehe. Er trifft auf die junge Amerikanerin Sarah Cazenove, die ebenfalls nicht glücklich in ihrer Ehe mit dem Playboy und Frauenhelden Tono Cazenove ist. Die beiden fangen ein Verhältnis an, aus dem sich rasch eine tiefe Liebe entwickelt. Nachdem der erste Versuch von Gordon, eine Scheidung zu erlangen, gescheitert ist, meldet er sich frustriert an die Front und wird verwundet. Viele Verwicklungen später rettet eine gefährliche Operation sein Leben, seine Frau willigt in die Scheidung ein und er findet das Glück in Sarahs Armen.

## Hintergrund
Im Verlauf ihrer frühen Karriere hatte Irene Dunne das Image der sauberen, edlen Frau, die stoisch alle Unbill des Schicksals erträgt, nie gegen die Unterdrücker aufbegehrt und am Ende für ihre Leidensfähigkeit belohnt wird. Mit passivem Widerstand kämpfte Dunne in ihren Filmen gegen die Untreue ihrer Filmehemänner, die Gemeinheiten von deren Geliebten und gegen die Umstände an sich.
Erst ab 1933 begann das Studio, die Schauspielerin in anderen Rollen einzusetzen. Ann Vickers und The Silver Cord präsentierte Dunne als Frauen mit Erfolg im Beruf und eigenen Ideen über das Verhältnis zwischen Mann und Frau. In der Adaption des Stückes Behold My Live, das John Van Druten 1932 für Gertrude Lawrence und Gerald Du Maurier geschrieben hatte, zeigte sich der Wechsel von Dunnes Leinwandimage hin zu mehr weltgewandten Charakteren allerdings nur in Nuancen. Zumindest in der ersten Hälfte des Films ist Dunne zwar wieder die betrogene Ehefrau, doch hier bricht sie aus und brennt mit ihrem Geliebten, der ebenfalls verheiratet ist, nach England durch, wo beide mehr oder weniger offen zusammenleben. In der zweiten Hälfte wechselt If I Were Free jedoch wieder in das bekannte Grundmuster der vorherigen Filme von Irene Dunne: Tränen, Abwarten, Erdulden, stoische Gelassenheit, Happy End.
Für Nils Asther, dessen Karriere nach einem hoffnungsvollen Beginn in den letzten Tagen des Stummfilms mit dem Aufkommen des Tonfilms rasch schwand, war es eine der letzten gehaltvollen Rollen. Der Schauspieler hatte 1932 als sadistischer Liebhaber von Joan Crawford in Letty Lynton ein Comeback gefeiert.

## Kritiken
Die New York Times war leidlich angetan von dem Film, warnte die Zuschauer jedoch ausdrücklich vor falschen Hoffnungen:

„[Man] erwartet ein leidenschaftliches Melodrama, doch es folgt, wenn überhaupt, nur wenig Spannung. Dank des klugen Spiels von Clive Brook und Irene Dunne wird am Ende daraus trotzdem einigermaßen gute Unterhaltung. […] Unter den Voraussetzungen der Begrenzungen ihrer Rolle schlägt sich Miss Dunne bemerkenswert gut.“

In der New York Sun spendete man Irene Dunne Lob:

„Sie spielt einfach, ehrlich und gut und bleibt die nette Frau Saubermann, die sie immer ist.“